# Longobucco
Longobucco är en ort och kommun i provinsen Cosenza i regionen Kalabrien i Italien. Kommunen hade 2 945 invånare (2018).